# Stulpicani, Suceava
Stulpicani (germană Stulpikany sau Sztulpikany) este satul de reședință al comunei cu același nume din județul Suceava, Bucovina, România.